# Jean Ier de Soissons
Jean Ier de Soissons, né vers 1060 et mort après 1115, est comte de Soissons au début du XIIe siècle. Il est le fils de Guillaume Busac, comte de Soissons de jure uxoris, et de son épouse Adélaïde de Soissons, comtesse de Soissons de suo jure.
Après la mort de son frère Renaud II en 1099, il devient à son tour comte de Soissons, mais règne de concert avec sa mère Adélaïde jusqu'à la mort de celle-ci en 1105, qui est comtesse de Soissons de son propre droit.
La vie de Jean Ier est succinctement racontée par le moine bénédictin Guibert de Nogent qui le décrit comme habile avec les armes, mais violent, lubrique et mauvais chrétien.
À sa mort après 1115, son fils Renaud III lui succède en tant que comte de Soissons. 

## Mariage et enfants
Il épouse Aveline de Pierrefonds, fille de Nivelon II, seigneur de Pierrefonds, et de son épouse Hadwige de Montmorency, avec qui il a un enfant :
- Renaud III de Soissons, qui succède à son père en tant que comte de Soissons.